# Ngựa hoang Kiger

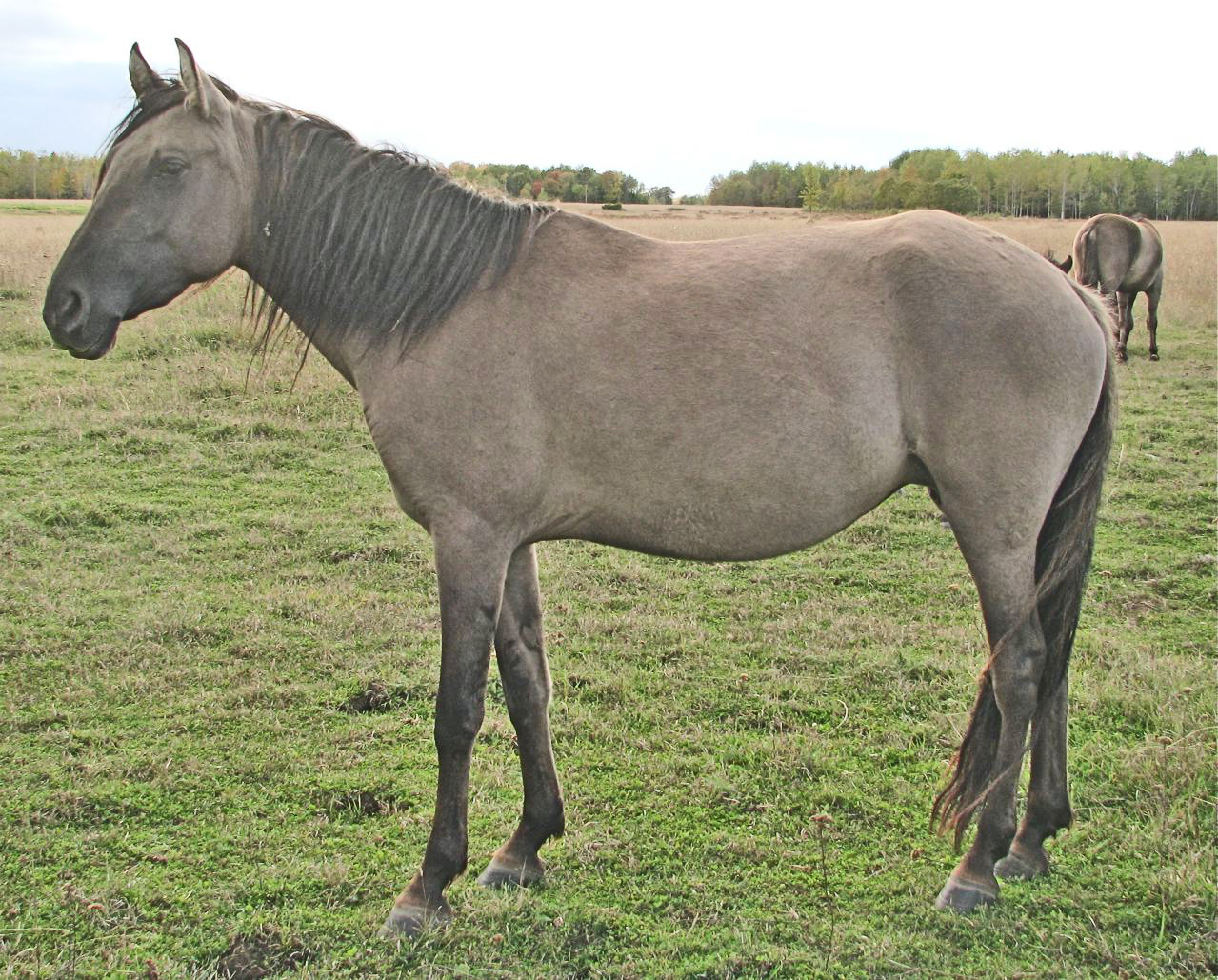
Một con ngựa hoang Kiger

Ngựa hoang Kiger là một chủng ngựa Mustang cư trú ở phía đông nam của tiểu bang Oregon. Đây nguyên là những con ngựa hoang dã với những đặc điểm cấu tạo cụ thể khác biệt được phát hiện vào năm 1977, cái tên này cũng áp dụng cho các thế hệ con cháu lai-trong điều kiện nuôi nhốt. Cục Quản lý đất đai (BLM) đang quản lý hai khu vực quản lý đàn cho Kiger Mustang ở quận-Kiger và Riddle Mountain Burns, ở khu vực Steens Mountain. Thử nghiệm DNA đã cho thấy rằng Kiger Mustang có nguồn gốc chủ yếu từ ngựa Tây Ban Nha được đưa đến Bắc Mỹ vào thế kỷ 17, một dòng phần lớn đã biến mất từ đàn mustang trước khi những con ngựa Kiger đã được tìm thấy.

## Đặc điểm
Kiger Mustang thường thuần nhất trong màu sắc, mặc dù chúng được tìm thấy trong các màu sắc rắn khác. Chúng có cơ thể nhỏ gọn và nổi cơ bắp trong khi hiện diện và màu sắc và kiểu hình của chúng làm cho một số trong những mong muốn nhất của những người mua tư nhân khi ngựa được loại bỏ từ các đàn gia súc hoang dã. BLM đánh dấu lên ngựa từ các lĩnh vực quản lý hai đàn mỗi 3-4 năm, và đấu giá ngựa thừa cho công chúng và đôi khi trao đổi giữa hai đàn để duy trì sự đa dạng di truyền.
Kiger Mustang là thường thuần nhất trong màu sắc, mặc dù các nhà đăng ký giống cũng cho phép có màu vinh, ngựa đen và loang nâu để được đăng ký. Có rất nhiều sắc thái của màu sắc, tất cả các biến thể trên cơ sở nâu đen, và nhiều sắc thái có tên riêng của chúng. Kiger Mustang thường đứng cao khoảng 54-62 inches (137–157 cm). Chúng có thể thể nhỏ gọn, nổi cơ bắp với ngực sâu và lưng ngắn. Nói chung, chúng nhanh nhẹn và thông minh, có khả năng chịu đựng và chắc chắn, chân vững vàng tính trạng thường được nhìn thấy trong nhiều giống ngựa hoang. Chúng thường đậm người nhưng nhẹ nhàng và điềm tĩnh. Chúng được sử dụng cho cưỡi ngựa giải trí.

## Lịch sử
Ngựa đã có mặt tại miền Tây nước Mỹ kể từ những năm 1500, khi chúng đến với nhà thám hiểm Tây Ban Nha. Nhiều con đã trốn thoát, đã được phóng thích bởi người Tây Ban Nha hoặc bị đánh cắp bởi người Mỹ bản địa. Con cháu của chúng lai với ngựa trốn thoát khỏi hoặc đã được phóng thích bởi những người định cư châu Âu khác, trong đó có ngựa lùn và ngựa nhẹ của kỵ binh Hoa Kỳ.
Ngựa có nguồn gốc Pháp cũng di chuyển qua biên giới từ Canada để đóng góp cho các đàn gia súc. Các hỗn hợp của các giống tạo ra Mustang hiện tại trong phần phía tây của Mỹ hiện nay. Vào đầu thập niên 1970, người ta cho rằng do lai tạo, gen của Tây Ban Nha đầu tiên đã bị loại khỏi đàn hoang dã. Năm 1971, những đạo Luật đã được thông qua, cho các Cục Quản lý đất đai (BLM) cơ quan chức năng để quản lý các quần ngựa hoang ở miền Tây nước Mỹ.
Trong số những con ngựa thu thập từ khu vực này, đã có một nhóm với màu sắc tương tự và dấu hiệu. Xét nghiệm DNA của Đại học Kentucky cho thấy mối quan hệ gần gũi với những con ngựa Tây Ban Nha mang đến Mỹ trong thế kỷ 17. Những con ngựa khác nhau đã được tách ra từ những con ngựa khác và BLM đặt hai nhóm ở các khu vực riêng biệt của núi Steens để bảo tồn giống này. Bảy con ngựa đã được đặt trong quản lý Herd Area Riddle Mountain (HMA) và hai mươi trong Kiger HMA.
Năm 2001, các con Kiger Mustang đã được đề xuất như là con ngựa biểu tượng của bang Oregon. Thượng nghị sĩ bang Steve Harper đề xuất lên Thượng viện phần Nghị quyết 10 sau khi được khuyến khích để làm như vậy bởi Hiệp hội Mesteño Kiger. Tuy nhiên việc này đã không thành công. Kiger Mustang đã được sử dụng như là mô hình cho ngựa mô hình và phim hoạt hình. Đàn ngựa gốc Mesteño được sử dụng làm hình mẫu cho một loạt các con ngựa Breyer.

## Quản lý
Các khu vực Kiger HMA, 45 dặm (72 km) về phía đông nam của Burns, Oregon và 2 dặm (3,2 km) về phía đông của Diamond, Oregon, bao gồm 36.618 mẫu Anh (148,19 km2) và tổ dân rằng khoảng giữa 51 và 83 con ngựa. The Riddle Mountain HMA, 50 dặm (80 km) về phía đông nam của Burns, bao gồm 28.000 mẫu Anh (110 km2) và chứa từ 33 đến 56 con ngựa. Ngựa đôi khi được trao đổi giữa các đàn gia súc để duy trì mức độ cao nhất có thể của sự đa dạng di truyền. Sau khi các cuộc càn quét, ngựa với các đặc tính vật lý mong muốn (bao gồm cả kiểu hình và màu sắc) được trả lại cho các đàn gia súc để duy trì chất lượng của giống.
Xét nghiệm di truyền đã cho thấy rằng Kiger Mustang là một hậu duệ của những con ngựa Tây Ban Nha. Nhiều ngày nay Kiger Mustang có thể được truy trở lại một con ngựa đực duy nhất tên là Mesteño, bị bắt với đàn ban đầu vào năm 1977 và phóng thích trở lại Kiger HMA Một số tổ chức tồn tại mà kiểm tra và đăng ký Kiger Mustang. Mỗi cá thể đều có tiêu chuẩn riêng để vào sổ phả hệ. Năm 1988, Hiệp hội Mustang Kiger (nay là Hiệp hội Mesteño Kiger) được thành lập như là đăng ký ban đầu cho cả đàn. Đến năm 2013, tổ chức này đã đăng ký khoảng 800 con ngựa, và hàng năm kiểm tra giữa 75 và 100 con ngựa mới.
Hai hiệp hội khác là Steens Mountain Kiger Registry, được thành lập vào năm 1993,và Hiệp hội Horse Kiger và Registry. Các con Kiger Mustang của Riddle Mountain và Kiger HMAS là đàn nổi tiếng nhất của Mustang tại Oregon, mặc dù chỉ chiếm một phần nhỏ dân số. Vào năm 2013, nhà nước đã có một ước tính tổng dân số con ngựa hoang BLM-quản lý của gần 2.600, chuyển vùng hơn 17 HMAS và một lãnh thổ ngựa hoang đồng quản lý với Lâm nghiệp Mỹ. Một cuộc điều tra được thực hiện vào tháng 4 năm 2010 cho thấy có 60 con Kiger Mustang trong HMA Riddle Mountain và 81 con trong Kiger HMA; ước thực hiện trong tháng 2 năm 2013 thì danh sách có 40 con ngựa trong Riddle Mountain và 61 trong Kiger.

## Trong văn hóa
Ngựa Kiger được biết đến trong bộ phim hoạt hình Spirit: Stallion of the Cimarron (được biết với tựa tiếng Việt Linh mã: Tuấn mã vùng Cimarron). Bộ phim kể về cuộc phiêu lưu của một chú ngựa tên Spirit, thuộc giống ngựa Kiger Mustang của miền Viễn Tây Hoa Kỳ trong những năm thế kỷ 19. Bộ phim xuyên suốt từ sự ra đời của một chú ngựa Kiger Mustang tên là Spirit. Chưa đầy ba tháng mà chú ngựa Spirit đã trở thành một con ngựa to lớn, khỏe mạnh. Spirit dũng cảm đến nổi đánh bại được một con sư tử núi, vì thế nên chú được cả đàn cho làm ngựa đầu đàn.
Một đêm tối nọ, Spirit do tò mò đi đến nơi có con xem thử mặc dù mẹ mình hết sức ngăn cản. Và bị đuổi theo bắt Spirit vì thấy chú là giống ngựa đẹp đưa chú về trại quân đội kỵ binh Hoa Kỳ để thuần hóa chú thành ngựa chiến nhằm mục đích phục vụ cho quân đội vì trong thời gian này quân đội Mỹ đang chiến đấu trong cuộc Chiến tranh Da Đỏ. Dù có nhiều lính vào tập cưỡi Spirit nhưng ai cũng bị chú hất xuống đất và không cho Spirit ăn uống gì trong ba ngày.
Sau đó nó trốn thoát cùng người da đỏ tên là Little Creek. Sau khi về đến làng, Little Creek cột Spirit và Rain lại với nhau, để cho mỗi khi Spirit định bỏ chạy thì Rain sẽ giữ lại, cô nàng Rain muốn dẫn chú đi xem ngôi làng của cô sống. Trong một thời gian ngắn, hai con ngựa đã yêu nhau. Sau này Little Creek nhận ra rằng Spirit là một chú ngựa gan lì, sẽ không ai cưỡi được chú nên anh để chú ra đi. Spirit bị những người lính bắt đi một lần nữa.
Họ đưa Spirit với nhiều con ngựa khác lên xe lửa chạy thật xa, đến một vùng rừng thông rộng lớn, họ cột những con ngựa vào nhau để kéo đầu tàu xe lửa. Spirit giả chết, những người lính đang kéo xác Spirit đi thì chú ngồi dậy thật nhanh, giải thoát cho hàng chục con ngựa khác. Toa xe lửa rơi từ trên rừng xuống trại lính khiến nó nổ tung, cả khu rừng chìm trong biển lửa. Suýt chút nữa là Spirit bị chết cháy nếu như Little Creek không đến cứu kịp, anh dẫn chú chạy ra khỏi khu rừng rồi nhảy xuống sông.